# انقلاب 1978 في اليمن

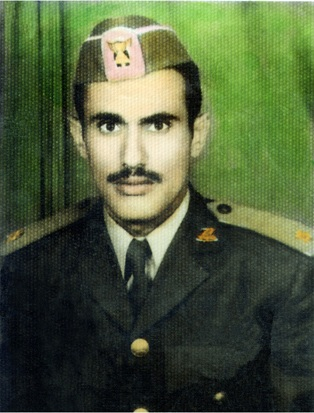
علي عبد الله صالح 1960

انقلاب 1978  (الانقلاب الناصري) كما يتداول، هو انقلاب عسكري حدث في اليمن بتاريخ 15 أكتوبر 1978  بعد أقل من ثلاثة أشهر من تولي علي عبد الله صالح رئاسة البلاد، ووقف وراء الانقلاب قيادات عسكرية ومدنية من التنظيم الناصري.

## خلفية ونبذة
تولّى الرئيس علي عبد الله صالح السلطة والأوضاع في البلاد في حالة من الضعف والاضطراب في أحداث تمرد وحرب المناطق الوسطى، وفي أقل من ثلاثة أشهر منذ تولّيه السلطة، وتحديدا في 15 أكتوبر 1978، تعرض لانقلاب، وقف ورائه التنظيم الناصري الذي كان حليفًا للرئيس إبراهيم الحمدي، وكان عدد كبير من قيادات الانقلاب يتولون مناصب قيادية في الجهازين المدني والعسكري، وبعد فشل الانقلاب، وحدوث الاعتقالات والإعدامات الجماعية التي وجُهت للقائمين به.
نزح الناصريون ومعهم الآلاف من مواطني وقبائل الشمال الموالين لهم إلى الجنوب، الذي وقف معهم ودعم خطواتهم في مقاومة السلطة، وساهم في تقريب وجهات النظر بينهم وبين قوى المعارضة الأخرى ، حيث سار بقية أعضاء حركة 13 يونيو (الناصرية) على طريق الوحدة مع الجبهة الوطنية الديمقراطية... وطبقًا للاتفاق الذي تم التوصل إليه تتولى الجبهة الوطنية الديمقراطية قيادة نشاط مختلف القوى الوطنية الديمقراطية، اليسارية والقومية في البلاد، وذلك بهدف إقامة السلطة الوطنية الديمقراطية في الشطر الشمالي من اليمن، على طريق تحقيق وحدة كلا الشطرين في اليمن الديمقراطي الواحد.
عزز توحدَّ حركة 13 يونيو الناصرية مع الجبهة الوطنية من قوة المعارضة المسلحة، وهذا بدوره ساعد على تكثيف نشاطها (العسكري) في نهاية 1978 في المناطق الواقعة بين دمت والبيضاء، وفي مناطق وادي بنا وفي الحجرية الواقعة جنوب محافظة تعز، وسقطت تحت السيطرة الكاملة للجبهة عدة قرى أخرى وأصبحت تسمى «بالقرى المحررة».
وزاد من قوة وهيبة الجبهة الوطنية فشل الحملات العسكرية التي كانت توجه ضدها، فقد كان عدد من الجنود والضباط يفضلون الانضمام إلى صفوف الجبهة الوطنية، الأمر الذي رفع من هيبتها إعلاميًا وسياسيًا. «وتميز الوضع السياسي السائد في الجمهورية العربية اليمنية في النصف الثاني من عام 1978م بعدم الاستقرار، والإنذار بإمكانية تغيير النظام، وتوقعت القوى الديمقراطية (اليسارية) في عدن احتمال انتقال السلطة إلى القوى التقدمية بقيادة الجبهة الوطنية».
ولهز النظام السياسي في الشمال والتسريع في إسقاطه بيد الجبهة الوطنية، افتعل النظام السياسي في الجنوب الحرب مع الشطر الشمالي، التي اندلعت في 23 فبراير 1979، وهزم فيها جيش الشمال، ولم يخفف من حجم الهزيمة سوى مساندة القوى القبلية له، والتدخل الحازم من قبل سوريا والعراق لوقف القتال، وإنقاذ النظام في الشمال، وأصدرت الجبهة الوطنية بلاغًا جاء فيه بأن فرقها المسلحة العاملة في اليمن الشمالي تسيطر سيطرة كاملة على المدن اليمنية الشمالية، قعطبة، والبيضاء، وحَرِيب.

## الأحداث
في ليلة 15 أكتوبر 1978 إتخذ الرائد نصار علي حسين الجرباني الذي كان قائد «اللواء الخامس مشاة» ورئيس المجلس العسكري الأعلى لحركة 13 يونيو 1974 قراراً بالتحرك لتنفيذ الانقلاب ليلة 15 أكتوبر، وعند منتصف الليل تمت السيطرة على مبنى «القيادة العامة للقوات المسلحة» ومن ضمنها غرفة العمليات والاتصالات العسكرية، ومطار صنعاء الدولي والمطار الحربي ومبنى الإذاعة والتلفزيون والاتصالات التليفونية ومداخل العاصمة صنعاء.
بحلول الفجر تغيرت الأوضاع واستطاع بعض القادة العسكريين تحريك قواتهم ضد الانقلاب وسمعت الاشتباكات وأصوات قذائف مدفعية الدبابات وضربات ال آر بي جي والرشاشات وعند حلول حوالي الساعة العاشرة كان كل شيء قد انتهى.

## الانقلابيون
أعدمت السلطات العديد من القيادات من التنظيم الناصري، ففي تاريخ 27 أكتوبر 1978 تم إعدام 11 من القادة العسكريين للانقلاب وأعدم 10 من القادة المدنيين في 5 نوفمبر 1978، فيما صدر عفو رئاسي عن باقي المتهمين في 8 نوفمبر 1978 وعددهم 67 شخصاً.

### العسكريون
وفي رواية رسمية فقد صدرت أحكام الإعدام بحق قادة الانقلاب من العسكريين ، ولا يوجد مراجع تاريخية تؤكد هل تم إعدامهم أم هي مجرد أحكام، وهم:
1. المقدم / محسن أحمد فلاح قائد الشرطة العسكرية
2. الرائد/ عبد الله صالح الرازقي اركان حرب صاعقة الوحدات المركزية
3. الرائد/ حسين منصر اللواء السابع مدرع
4. الرائد/ قاسم منصر اسماعيل القضاء العسكري
5. الرائد/ مانع علي سعيد التام المخابرات العسكريه
6. نقيب /محمد مبخوت المفلحي الشرطة العسكرية
7. نقيب / عبدالعزيز رسام اللواء السابع مدرع
8. نقيب/ احمد مطهر مطير اركان حرب اللواء السابع مدرع
9. نقيب /مهيوب العرفي الوحدات المركزية
10. ملازم عبدالوسع الاشعري مدرب في الكلية الحربية
11. على صالح الوردافاني جبه التحرير

### المدنيون
فيما أصدرت محكمة أمن الدولة العليا حكما بإعدام 10 من القيادة المدنية للتنظيم ونفذ الإعدام في 5 نوفمبر 1978  واخفاء جثامينهم وهم:
1. عيسى محمد سيف الأمين العام للتنظيم عضو القيادة التنفيذية
2. سالم محمد السقاف الأمين المساعد للتنظيم عضو القيادة التنفيذية والذي كان يشغل أيضا نائب مدير مكتب رئاسة الجمهورية
3. محمد أحمد إبراهيم نصر عضو القيادة التنفيذية لتنظيم مسوال دائرة التثقيف بالتنظيم والذي كان يشغل مدير عام إدارة البعثات بوزارة التربية وتعليم
4. عبد السلام محمد مقبل عضو القيادة التنفيذية لتنظيم مسوال الدائرة السياسية بتنظيم وكان يشغل وزئر الشؤوان الاجتماعية والعمل
5. أحمد سيف الشرجبي عضو اللجنة المركزية لتنظيم مدير عام بالبنك المركزي
6. محمد محسن سعيد الحجاجي عضو بالتنظيم مغترب بامريكا
7. عبد الكريم ناصر المحويتي عضو اللتنظيم مهندس بوزارة الزراعة
8. علي محمد عباد السنباني عضو التنظيم مدير عام بوزارة الاعلام
9. ناصر محمد اليافعي عضو التنظيم اعمال حره
10. حسين عبد الباري أحمد عضو التنظيم موظف بوزارة الاتصالات

كما حكم بالسجن المؤبد على المتهم الثالث عشر مثنى سالم ثابت ردفاني.

### الفارون
تمكن من الفرار إلى خارج البلاد عدد من قيادات الانقلاب  وكان أبرزهم:
1. نصار علي حسين رئيس المجلس العسكري.
2. عبد الله سلام الحكيمي رئيس تحرير صحيفة 13 يونيو الناطقة بلسان الجيش وعضو القيادة التنفيذية للتنظيم الناصري.
3. عبد اللطيف علي الشرجبي وكيل محافظة صنعاء.
4. علي محمد الحبيشي أركان حرب قوات العمالقة التي أنشأها الرئيس إبراهيم الحمدي.
5. علي عبد ربه القاضي عضو المجلس العسكري.

## تداعيات
صادفت أحداث انقلاب 1978 في 15 أكتوبر في الشمال بيان تأسيس الحزب الاشتراكي في الجنوب في نفس اليوم، مما ولّد انطباع أن المؤامرة كانت مدبرة من الجنوب، وأدت الأحداث إلى اندلاع حرب 1979 في اليمن في يومي 28 - 29 عام 1978م في المناطق الحدودية في ذلك الزمن، وأعلنت فيه السعودية وضع قواتها المسلحة في حالة تأهب واستدعت وحداتها العسكرية التي تعمل ضمن قوات حفظ السلام في لبنان وتحركت قوات سعودية من الجيش والحرس الوطني إلى مناطق الحدود في 1 مارس 1979، بينما قامت الولايات المتحدة الأمريكية بتوجيه حاملة الطائرات «كونسثيليش» وثلاثة بوارج حربية إلى البحر العربي وأرسلت أمريكا طائرتين تجسس نوع «أوكس» للسعودية شرط عدم استخدامها ضد إسرائيل واستخدامها ضد الجنوب اليمني وكانت ايحاءات الرياض وواشنطن تهدف إلى توسيع الحرب بين أبناء اليمن.
ولكن بادرت عدد من الدول العربية إلى بذل مجهود من أجل إيقاف حرب اليمنيين وكانتا في طليعة تلك الدول سوريا والكويت وقد استضافت الكويت قمة يمنية من أجل إعادة الأوضاع إلى طبيعتها وفي تلك القمة التي عقدت في الفترة 4 مارس - 6 مارس طلب عبد الفتاح إسماعيل من الرئيس علي عبد الله صالح العفو عن الناصريين المحكوم عليهم بالإعدام وإقصاء بعض المسؤولين وكان منهم عبد الله الأصنج وزير الداخلية ومحمد سالم باسندوة وزير الإعلام ومحمد حمود خميس رئيس جهاز الأمن الوطني اليمني وبالفعل صدر قرار جمهوري في يوم 21 مارس 1979 قضى بإزاحة المذكورين من مناصبهم وتم تعيين الأصنج مستشار في رئاسة الجمهورية وخميس في الإدارة المحلية والذي أثار استياء السعودية خاصة وأن وجهات النظر تقاربت بين قيادتي الشطرين من أجل تحقيق الوحدة.